# Juvenal Miller
Juvenal  Octaviano Miller (Rio Grande, 13 de outubro de 1866 — Rio de Janeiro, 9 de setembro de 1909) foi um político, militar e escritor brasileiro.

## Biografia
Estudou na Escola Militar do Rio Grande do Sul e, em virtude de seus ideais republicanos, inclusive fundando o jornal clandestino A Denúncia, foi suspenso. Retomou o curso somente após a proclamação da República, formando-se no curso de Estado Maior e Engenharia, em 1892. Defendeu a Barra de Rio Grande, atacada pelo almirante Custódio de Melo, durante a Revolta da Esquadra. 
Foi deputado estadual, deputado federal e vice-presidente do Estado do Rio Grande do Sul. Durante seu mandato como intendente, em 1909, conseguiu a transferência dos restos mortais de Bento Gonçalves para monumento próprio.
Junto com João Simplício Alves de Carvalho, João Vespúcio de Abreu e Silva, Lino Carneiro da Fontoura e Gregório de Paiva Meira, todos engenheiros militares e professores da Escola Militar do Rio Grande do Sul, mais o engenheiro civil Álvaro Nunes Pereira, foi um dos fundadores da Escola de Engenharia de Porto Alegre.
Foi colaborador do Correio do Povo com o pseudônimo de Dr. Topsius. É autor de Professos, considerada a primeira novela positivista brasileira, e que teve grande aceitação na época. É patrono de uma das cadeiras da Academia Rio-Grandense de Letras.
Nomeado vice-presidente por Carlos Barbosa Gonçalves, adoeceu pouco depois, partindo para o Rio de Janeiro, em busca de tratamento, faleceu em seguida.
Em 12 de outubro de 1913, é fundado em Rio Grande o Instituto Estadual de Educação Juvenal Miller, instituição de ensino centenária.

## Obras
- Professos, novela, 1898
- Viagem ao Mato Grosso
- O IV centenário do Brasil

## Fonte de Referência
- FLORES, Moacyr. Dicionário de História do Brasil, EDIPUCRS, 3a ed.
- Sérgio Augusto Pereira de Borja (13 de dezembro de 2019). «Quadro Acadêmico: Juvenal Octaviano Miller». Academia Rio-Grandense de Letras. Consultado em 14 de fevereiro de 2020